# Kungadömet Tungning
Kungadömet Tungning (traditionell kinesiska: 東寧王國?, förenklad kinesiska: 东宁王国?, pinyin: Dōngníng Wángguó) var en hankinesisk regering på Taiwan mellan år 1661 och 1683. Det var det första hankinesiska styret på ön. Regeringen var trogna Mingdynastin och försökte återupprätta Mingstyret på fastlandet, som just fallit för den manchuriska Qingdynastin. 
Kungadömet upprättades av piratsonen Koxinga, som besegrade de holländska kolonisatörerna efter en belägring av Fort Zeelandia. Holländarna hade innan dess kontrollerat ön i knappt 40 år. Koxinga avled i malaria 1662, då 39 år gammal. Hans son, Zheng Jing ärvde styret efter sin fars död. Under de följande nitton åren försökte han ge tillräckligt för den lokala befolkningen och organisera sina militära styrkor i Taiwan. Han försökte försvara Xiamen, Jinmen och Pescadorerna som han inte lyckades med. Under de tre feodalherrarnas uppror attackerade han Fujian. Hans styrkor besegrades och han återvände till Taiwan, där han avled en tid senare efter en tids sjukdom. 
Det var dock oklart vem Zheng Jings efterträdare skulle vara. Kungarikets generaler och ministrar delade sig i två läger om Jings två söner. Efter viss strid övertog hans yngre son Zheng Keshuang tronen. 1683, efter slaget vid Penghu gick Keshung med på Qing-kejsarens önskemål och avgick. Kungadömet uppgick i Qing-riket som en del av Fujian. Men på grund av Taiwans politiska situation har det fortfarande stor symbolisk betydelse.